# Ephraim-Palais
L'Ephraim-Palais è un palazzo storico di Berlino. Si trova nel Nikolaiviertel, una zona del quartiere Mitte.
L'ingresso di questo palazzo era definito die schönste Ecke Berlins, l'angolo più bello di Berlino.
È posto sotto tutela monumentale (Denkmalschutz).

## Storia e descrizione
Il palazzo venne ultimato nel 1766 su progetto di Friedrich Wilhelm Dietrichs per Nathan Veitel Heinrich Ephraim, direttore della zecca e gioielliere di Federico il Grande. Il palazzo venne costruito in puro stile rococò. Nel 1935, in occasione dell'allargamento del ponte di Mühlendamm, il palazzo fu demolito. Parti della facciata che si salvarono dalla demolizione vennero riposte in un deposito. Dal 1983, nel giro di circa quattro anni, il palazzo venne ricostruito, anche se arretrato di circa 12 metri a nord rispetto alla sua posizione originale, in vista del 1987, 750º anniversario della città di Berlino. Il 19 maggio 1987 ebbe luogo la grande riapertura del palazzo.
Una delle stanze del primo piano ha un soffitto barocco, appartenente al demolito Palazzo Wartenberg progettato da Andreas Schlüter. Oggi il palazzo ospita una sezione dello Stadtmuseum Berlin; al piano terra sono esposte le ceramiche della Königliche Porzellan-Manufaktur Berlin, mentre al primo e secondo piano sono esposti quadri di artisti berlinesi.